# Unțeni
Unțeni is een Roemeense gemeente in het district Botoșani.
Unțeni telt 2936 inwoners.